# Mathieu Schneider
Mathieu Schneider, född 12 juni 1969 i New York, är en amerikansk före detta professionell ishockeyspelare som senast spelade för Phoenix Coyotes i NHL. Han har tidigare spelat i NHL-klubbarna Montreal Canadiens, New York Islanders, Toronto Maple Leafs, New York Rangers, Los Angeles Kings, Detroit Red Wings, Anaheim Ducks, Atlanta Thrashers och Vancouver Canucks.
Schneider har under sina år i NHL bevisat att han är en pålitlig poängplockare då han spelat 1289 matcher och svarat för 743 poäng. 2010 avslutade Schneider sin karriär.
1992–93 vann han Stanley Cup med Montreal Canadiens.